# Ванжина Долина
Ва́нжина Доли́на — село в Україні, у Хорольській міській громаді Лубенського району Полтавської області. Населення становить 33 особи. До 2020 орган місцевого самоврядування — Штомпелівська сільська рада.

## Географія
Село Ванжина Долина розташоване на відстані 1 км від сіл Ковтуни, Штомпелівка та Ставки. На території села бере початок річка Рудка. Поруч проходить автомобільна дорога М03 та залізниця, станція Хорол за 3 км.

## Історія
12 червня 2020 року, відповідно до розпорядження Кабінету Міністрів України № 721-р «Про визначення адміністративних центрів та затвердження територій територіальних громад Полтавської області», село увійшло до складу Хорольської міської громади.
19 липня 2020 року, в результаті адміністративно - територіальної реформи та ліквідації Хорольського району, село увійшло до складу новоутвореного Лубенського району.